# Cantone di Charly-sur-Marne
Il Cantone di Charly-sur-Marne era una divisione amministrativa dell'arrondissement di Château-Thierry.
Fino al 7 luglio 2006 si è chiamato "Cantone di Charly", ma ha poi cambiato nome in seguito al cambiamento del nome del comune capoluogo di Charly in Charly-sur-Marne.
A seguito della riforma approvata con decreto del 21 febbraio 2014, che ha avuto attuazione dopo le elezioni dipartimentali del 2015, è stato soppresso.

## Composizione
Comprendeva 19 comuni:
- Bézu-le-Guéry
- La Chapelle-sur-Chézy
- Charly-sur-Marne
- Chézy-sur-Marne
- Coupru
- Crouttes-sur-Marne
- Domptin
- L'Épine-aux-Bois
- Essises
- Lucy-le-Bocage
- Montfaucon
- Montreuil-aux-Lions
- Nogent-l'Artaud
- Pavant
- Romeny-sur-Marne
- Saulchery
- Vendières
- Viels-Maisons
- Villiers-Saint-Denis